# Хордове кільце Москви
Хордове кільце Москви (рос. Хордовое кольцо Москвы) — кільцева автомагістраль у стадії будівництва між Третім транспортним кільцем та Московською кільцевою автомобільною дорогою (МКАД), сформовану з чотирьох окремих хорд та рокади: Північно-Східної, Північно-Західної та Південно-Східної хорд, а також Південної рокади. На початок 2020-х окремі дільниці хордового кільця готові, інші — є у фазі проектування і активного будівництва. Швидкісний режим на побудованих дільницях хордового кільця складає 60 км/год.
Загальна довжина має скласти 133 км. Заплановано будівництво 150 мостів, тунелів та естакад. Загальна вартість проекту — 630 млрд рублів.